# Üble Laune
Üble Laune ist ein Schauspiel in vier Akten von August von Kotzebue, das 1797 in Hamburg uraufgeführt und 1799 zum ersten Mal gedruckt wurde.

## Handlung
Auf dem Gut des verwitweten Geheimderaths Herrmann von Edelschild leben außer diesem seine Tochter Therese und seine beiden Geschwister, Tobias und Ulrike. Der Geheimderath hat seinen Jugendfreund, den Obristen von Hammer, zu sich gerufen, um ihn mit seiner Tochter zu verheiraten. Diese ist allerdings in den jungen Lieutnant Wayse verliebt, sodass sie ihrem Vater den Gehorsam verweigert. Dies steigert die sowieso im Übermaß vorhandene (und titelgebende) Übellaune des Geheimderaths.
Der Konflikt löst sich, indem sich herausstellt, dass Lieutnant Wayse der tot geglaubte Sohn des Obristen ist. Außerdem beschließt der Geheimderath nach einem inspirierenden Gespräch mit dem altersweisen Bauern Hanns Bornmann, seine üble Laune besser in den Griff zu bekommen: „Die Leute haben Recht – ich muß anders werden – aus Liebe zu mir selbst. Ich darf es mir nicht einmal zum Verdienst anrechnen; denn wer gewinnt dabey? – ich.“
Durch die Änderung seines Verhaltens gelingt es ihm, seine beiden Geschwister, die sich gerade schweren Herzens ausquartieren wollen, bei sich zu behalten. Gegen den andauernden Unwillen des Obristen wird dem Lieutnant und Therese die Hochzeit versprochen.